# Джеральд Алдерс
Дже́ральд А́лдерс (нід. Gerald Alders; нар. 7 травня 2005) — нідерландський футболіст, захисник клубу «Аякс».

## Клубна кар'єра

### «Аякс»
Виступав за юнацьку команду «Спортінг Матінюс», а 2014 року приєднався до академії амстердамського «Аякса». 28 липня 2023 року підписав з клубом свій перший професіональний контракт, що розрахований до літа 2026 року. 25 серпня 2023 дебютував за фарм-клуб «Йонг Аякс» в матчі Еерстедивізі проти «Камбюра».

#### Оренда в «Твенте»
4 лютого 2025 року на правах оренди перейшов у «Твенте» до кінця сезону. 10 лютого того ж року продовжив контракт з «Аяксом» до червня 2028 року. 4 травня 2025 року дебютував за «Твенте» в матчі Ередивізі проти роттердамської «Спарти», вийшовши на заміну Басу Кейперсу.

## Кар'єра в збірній
Народився в Нідерландах; батько — нідерландець, а мати намібійка. Виступав за збірні Нідерландів до 18 і до 19 років.

## Статистика виступів
Станом на 14 травня 2025 
| Клуб              | Сезон             | Чемпіонат         | Чемпіонат | Чемпіонат | Кубок | Кубок | Єврокубки | Єврокубки | Інші  | Інші | Всього | Всього |
| Клуб              | Сезон             | Дивізіон          | Матчі     | Голи      | Матчі | Голи  | Матчі     | Голи      | Матчі | Голи | Матчі  | Голи   |
| ----------------- | ----------------- | ----------------- | --------- | --------- | ----- | ----- | --------- | --------- | ----- | ---- | ------ | ------ |
| Йонг Аякс         | 2023–24           | Еерстедивізі      | 16        | 0         | —     | —     | —         | —         | —     | —    | 16     | 0      |
| Йонг Аякс         | 2024–25           | Еерстедивізі      | 23        | 0         | —     | —     | —         | —         | —     | —    | 23     | 0      |
| Йонг Аякс         | Всього            | Всього            | 39        | 0         | 0     | 0     | 0         | 0         | 0     | 0    | 39     | 0      |
| Аякс              | 2024–25           | Ередивізі         | 0         | 0         | 0     | 0     | 0         | 0         | —     | —    | 0      | 0      |
| → Твенте          | 2024–25           | Ередивізі         | 2         | 0         | 0     | 0     | 0         | 0         | —     | —    | 2      | 0      |
| Всього за кар'єру | Всього за кар'єру | Всього за кар'єру | 41        | 0         | 0     | 0     | 0         | 0         | 0     | 0    | 41     | 0      |